# Katharina Schiechtl
Katharina Schiechtl (Zams, 27 de febrer de 1993) és una futbolista austríaca que juga com a defensora del SV Werder Bremen.
Tota la seua trajectòria professional l'ha disputada al Werder Bremen.